# شورای ملی مقاومت فرانسه
شورای ملی مقاومت فرانسه (به فرانسوی: Conseil national de la Résistance‎) بدنه‌ای بود که جنبش‌های مختلفی از مقاومت فرانسه را هدایت می‌کرد و میان آن‌ها هماهنگی‌ها را انجام می‌داد. این شورا از نیمه سال ۱۹۴۳ تأسیس شد و مسؤلیت هماهنگی میان اعضای احزاب سیاسی که علیه دولت ویشی مبارزه می‌کردند را به عهده داشت.

## پیشینه

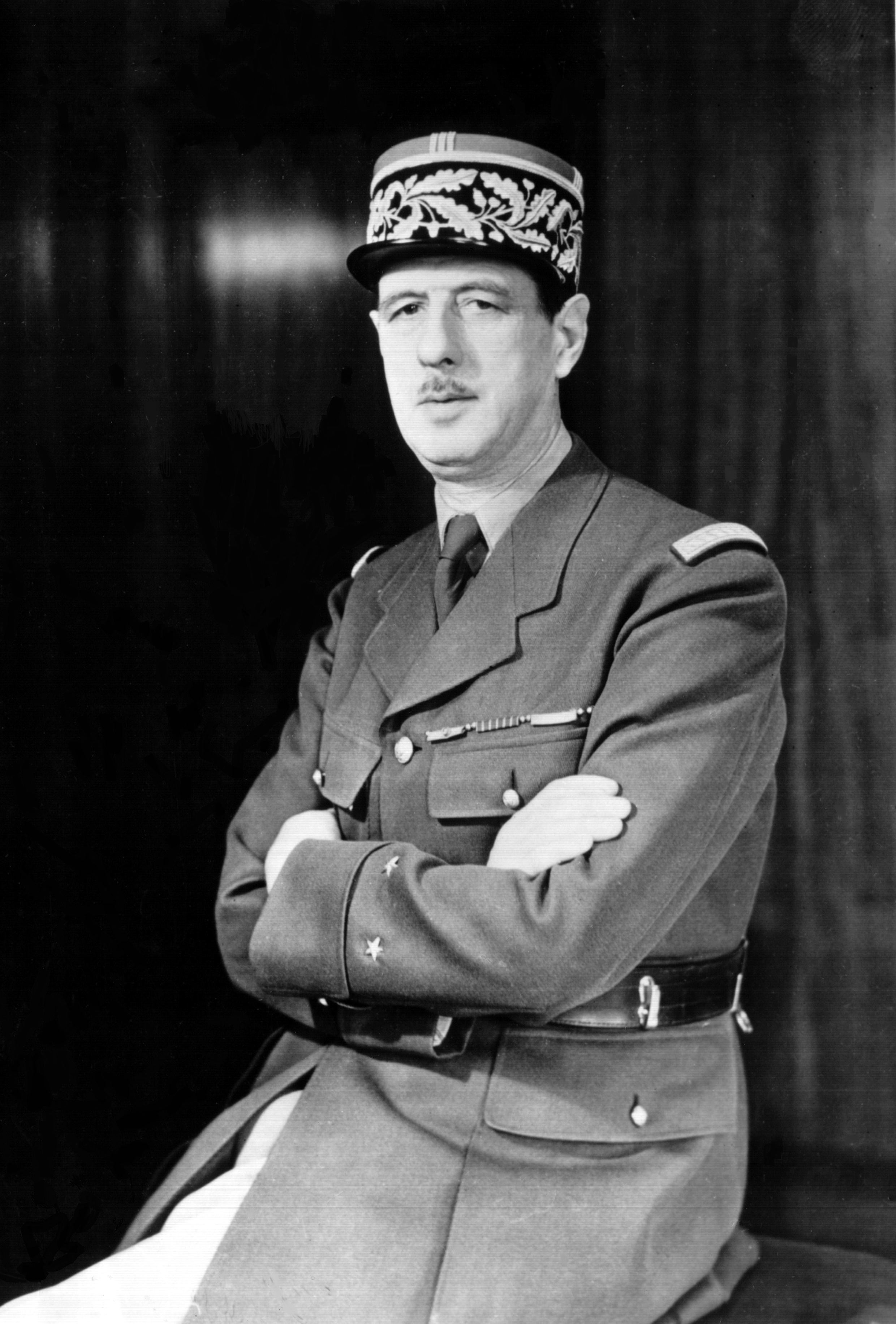
شارل دوگل، در سال ۱۹۴۲

از ابتدای اشغال فرانسه توسط آلمان نازی در سال ۱۹۴۰ بسیاری جنبش‌ها در این کشور شکل گرفت. با گسترش گروه‌های رزمنده مانند پارتیزان‌ها، گروه مانوشیان و دیگر تجمع‌هایی که به حزب کمونیست فرانسه وفادار بودند، سازمان نیافتگی و نداشتن ارتباط با یکدیگر باعث می‌شد که میزان تأثیرشان در مبارزه علیه نازی‌ها کمتر شود. نبود هماهنگی میان این گروه‌ها به آن جا رسید که به فکر تشکیل چنین شورایی بیفتند.

## شکل‌گیری و دیدارهای رزمندگان مقاومت

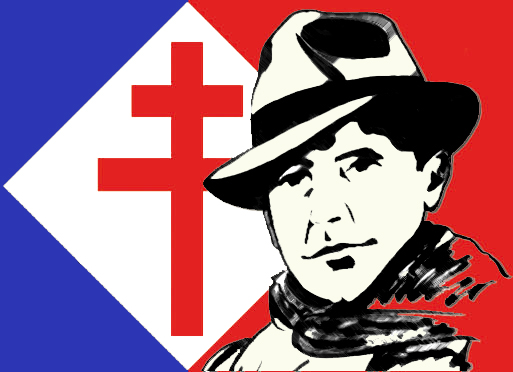
نقاشی از ژان مولن با کلاه و شال گردن، صلیب لورن نماد در فرانسه در پس زمینه

شارل دو گل که در لندن در تبعید زندگی می‌کرد و توسط حکومت انگلستان به عنوان رهبر دولت در تبعید فرانسه شناخته می‌شد تلاش کرد تا کمیته‌ای را تشکیل دهد تا بواسطه آن بتواند گروه‌های مقاومت فرانسه را با هم متحد کند. در ژانویه ۱۹۴۲ او این وظیفه را در داخل خاک فرانسه به ژان مولن محول کرد. مولن در ۲۷ مه ۱۹۴۳ توانست اولین نشست شورای ملی مقاومت را در آپارتمان رنه کوربن در پلاک ۴۸ کوچه فور پاریس برگزار کند.
بجز ژان مولن و دو دستیارش، پیر مونیه و روبر شامبریون، نمایندگان هشت گروه اصلی مقاومت، اعضای شش حزب سیاسی فرانسه و دو اتحادیه تجاری مربوط به قبل از جنگ در این نشست شرکت کردند. گروه‌های کومبا، فران تیرور و آزادی جنوب تحت تأثیر ژان مولن توافق کردند که در ژانویه سال ۱۹۴۳ با هم متحد شوند و جنبش متحد مقاومت را تشکیل دهند. آن‌ها با به‌کارگیری تسلیحاتی که در اختیار داشتند ارتش مخفی را نیز تشکیل دادند.

## دستگیری و مرگ ژان مولن
بعد از پیدایش شورای ملی مقاومت فرانسه، ژان مولن مسؤل این شورا توسط اس اس‌ها در کالوییر دستگیر شد. مولن سه روز پیاپی بدست یک آلمانی بنام کلاوس باربی شکنجه شد و در زمان انتقال به آلمان جانش را از دست داد. او به شکنجه گرانش هیچ اطلاعاتی را نداد. سکوت او در مقابل شکنجه گران باعث شد که شورای ملی مقاومت فرانسه بتواند فعالیت‌هایش را ادامه دهد.

## پس از مولن
بعد از دستگیری و مرگ ژان مولن، شورای ملی مقاومت تصمیم گرفت تا به دلایل امنیتی جلسات علنی اش را پایان دهد و با عضویت پنج تن از اعضایش دفتر اجرایی خود را تشکیل داد. این دفتر با مسؤلیت الکساندر پارودی اداره می‌شد. در سپتامبر سال ۱۹۴۴ لویی سیان توانست ریاست این شورا را بدست بیاورد.

## برنامه شورای ملی مقاومت
در۱۵ مارس ۱۹۴۴ شورای ملی مقاومت بعد از ماه‌ها مذاکره و گفتگو برنامه خود را ارائه کرد. سندی که شدیداً از گروه‌های کمونیستی مانند جبهه ملی تأثیر پذیرفته بود. در این برنامه اقداماتی که قرار بود بعد از آزاد سازی سرزمین‌های فرانسه از اشغال نازی‌ها و ایجاد دمکراسی اجتماعی و اقتصادی برنامه‌ریزی شده در آن‌ها انجام شود گنجانده شده بود. از جمله برنامه‌هایی که در این برنامه آمده بود می‌توان به ملی کردن برق، شرکت‌های بیمه، بانک‌ها، خدمات اجتماعی و استقلال اتحادیه‌های تجاری اشاره کرد. در این برنامه بخش‌های وسیعی از حقوق اجتماعی مردم فرانسه که در نیمه دوم قرن بیستم به اجرا درآمد به رسمیت شناخته شده بود.